# Franz Dietsche
Franz Dietsche (* 1. Dezember 1912 in Todtnau, Kreis Lörrach; † 18. Juni 1975) war ein deutscher Landtagsabgeordneter der CDU in Baden-Württemberg und Bürgermeister von Todtnau von 1948 bis 1975.

## Leben
Dietsche wurde 1912 in Todtnau geboren. Er stammt aus einer Handwerkerfamilie. Von 1931 bis 1940 war er im Bankfach tätig, unter anderem in Rostock. Er war aus Todtnau weggezogen, weil er in der Zeit des Nationalsozialismus als Mitglied der Kolpingfamilie Probleme bekommen hatte. Seinen Kriegsdienst leistete er im Osten und in Italien. 1945 kehrte er heim und war noch im selben Jahr Mitbegründer der CDU im Kreis Lörrach. Seit 1948 war er Kreisvorsitzender und bereits seit 1946 Kreisrat.
Von 1948 bis 1975 war er Bürgermeister von Todtnau. Ebenfalls 1948 wurde Dietsche Vorsitzender des ehemaligen CDU-Landesverbandes Südbaden in Lörrach und blieb es bis 1971.
Durch die Niederlegung des Direktmandats des Wahlkreises Lörrach durch Karl August Bühler wurde Dietsche am 14. Januar 1958 Mitglied des Landtags. Bei der Landtagswahl 1960 gewann Nikolaus Lorenz (SPD) das Direktmandat im Wahlkreis Lörrach.

## Familie
Dietsche war verheiratet und hatte vier Kinder.

## Ehrungen
In Todtnau wurde die Franz-Dietsche-Straße nach ihm benannt.